# Вале Фуини (Пезаро и Урбино)
Вале Фуини је насеље у Италији у округу Пезаро и Урбино, региону Марке.
Према процени из 2011. у насељу је живело 43 становника. Насеље се налази на надморској висини од 299 м.